# ヘイスティングス・ユナイテッドFC
ヘイスティングス・ユナイテッド・フットボール・クラブ（Hastings United Football Club）はイングランド、イースト・サセックス州、ヘイスティングスを本拠地とするサッカークラブチームである。2017-2018シーズンはイスミアンリーグ・ディヴィジョン1・サウス（8部相当）に所属。

## クラブ各種記録
一試合最多観客動員数
- 4,888人 vs ノッティンガム・フォレスト 1996

## タイトル

### 国内タイトル
- サウザンリーグ・イースタンディヴィジョン:1回

2001-2002
- サウザンリーグ・サウザンディヴィジョン:1回

1991-1992
- サウザンリーグ・ディヴィジョン2（B）:1回

1909-1910
- サセックス・シニアカップ:4回

1935-1936,1937-1938,1995-1996,1997-1998
- サセックス・カウンティーリーグ・ディヴィジョン2:1回

1979-1980
- サセックス・カウンティーカップ:1回

1980-1981
- サセックス・カウンティー・ディヴィジョン2カップ:1回

1979-1980
- サセックス・インタメディエイトカップ:2回

1934-1933,1991-1992
- ギルバート・ライス・フリードリトカップ:1回

1989-1990

### 国際タイトル
- なし